# Hajime Moriyasu
Hajime Moriyasu (n. 23 august 1968) este un fost fotbalist japonez.

## Statistici
| Japonia | Japonia | Japonia |
| An      | Meciuri | Goluri  |
| ------- | ------- | ------- |
| 1992    | 7       | 0       |
| 1993    | 15      | 0       |
| 1994    | 4       | 0       |
| 1995    | 6       | 0       |
| 1996    | 3       | 1       |
| Total   | 35      | 1       |